# Jesper Björkman
Jesper Mattias Björkman, född 29 april 1993, är en svensk före detta fotbollsspelare som bland annat spelat för Helsingborgs IF, Gefle IF och Ängelholms FF.

## Karriär
Björkman debuterade för Helsingborgs IF i Allsvenskan 2012. I november 2014 förlängde Björkman sitt kontrakt med två år.
I december 2016 värvades Björkman av Gefle IF. I januari 2019 värvades Björkman av AFC Eskilstuna, där han skrev på ett treårskontrakt. Efter säsongen 2020 lämnade Björkman klubben. I augusti 2021 skrev Björkman på för Akropolis IF för resten av säsongen.
Den 31 mars 2022 skrev Björkman på ett halvårskontrakt med Ängelholms FF i Ettan Södra.

## Privatliv
Björkman bor tillsammans med sin fru Linnea Eldforsen Nilsson och deras dotter Selma (född den 29 november 2023) i Rydebäck. Den 12 april 2023 berättade Björkman att han hade drabbats av ALS, något han hade fått diagnostiserat den 15 december 2022.